# Chlorophytum kolhapurense
Chlorophytum kolhapurense är en sparrisväxtart som beskrevs av Sardesai, S.P.Gaikwad och Shrirang Ramchandra Yadav. Chlorophytum kolhapurense ingår i släktet ampelliljor, och familjen sparrisväxter. Inga underarter finns listade i Catalogue of Life.